# Кансё
Кансё или Кансэй (яп. 寛正 кансё:, кансэй) — девиз правления (нэнго) японских императоров Го-Ханадзоно и Го-Цутимикадо, использовавшийся с 1461 по 1466 год .

## Продолжительность
Начало и конец эры:
- 21-й день 12-й луны 4-го года Тёроку (по юлианскому календарю — 1 февраля 1461);
- 28-й день 2-й луны 7-го года Кансё (по юлианскому календарю — 14 марта 1466).

## Происхождение
Название нэнго было заимствовано из древнекитайского сочинения «Кун-цзы цзяюй» (кит. трад. 孔子家語, пиньинь Kǒngzǐ Jiāyǔ, палл. Семейные предания о Конфуции):「外寛而内正」.

## События
даты по юлианскому календарю
- 1459 — 1461 годы (3-й год Тёроку — 2-й год Кансё) — Голод годов Тёроку и Кансё (яп. 長禄・寛正の飢饉 тё:року кансё: но кикин) — больше всего пострадало сельское население области Киото и окрестностей озера Бива[6]. Голодающие стали негодовать на алчных ростовщиков и на сеньоров и обратились к сёгуну в качестве третейского судьи[6]. Тот решил дело в пользу крестьян, но проблема нехватки еды осталась[6];
- 1460 год (9-я луна 1-го года Кансё) — был уничтожен замок Вакаэ в провинции Кавати, после того как Хатакэяма Ёсинари (яп. 畠山 義就, 1437 — 21 января 1491 г.) был вынужден покинуть его[7];
- 21 августа 1464 (19-й день 7-й луны 5-го года Кансё) — император Го-Ханадзоно отрёкся от престола в пользу своего сына, который воцарился под именем император Го-Цутимикадо[8].

## Сравнительная таблица
Ниже представлена таблица соответствия японского традиционного и европейского летосчисления. В скобках к номеру года японской эры указано название соответствующего года из 60-летнего цикла китайской системы гань-чжи. Японские месяцы традиционно названы лунами.
| 1-й год Кансё (Металлический Дракон) | 1-я луна        | 2-я луна*  | 3-я луна*               | 4-я луна  | 5-я луна* | 6-я луна* | 7-я луна                | 8-я луна*  | 9-я луна    | 9-я луна (високосная) * | 10-я луна  | 11-я луна     | 12-я луна      |
| ------------------------------------ | --------------- | ---------- | ----------------------- | --------- | --------- | --------- | ----------------------- | ---------- | ----------- | ----------------------- | ---------- | ------------- | -------------- |
| Юлианский календарь                  | 24 января 1460  | 23 февраля | 23 марта                | 21 апреля | 21 мая    | 19 июня   | 18 июля                 | 17 августа | 15 сентября | 15 октября              | 13 ноября  | 13 декабря    | 12 января 1461 |
| 2-й год Кансё (Металлическая Змея)   | 1-я луна*       | 2-я луна   | 3-я луна*               | 4-я луна  | 5-я луна* | 6-я луна* | 7-я луна                | 8-я луна*  | 9-я луна    | 10-я луна*              | 11-я луна  | 12-я луна     |                |
| Юлианский календарь                  | 11 февраля 1461 | 12 марта   | 11 апреля               | 10 мая    | 9 июня    | 8 июля    | 6 августа               | 5 сентября | 4 октября   | 3 ноября                | 2 декабря  | 1 января 1462 |                |
| 3-й год Кансё (Водяная Лошадь)       | 1-я луна*       | 2-я луна   | 3-я луна                | 4-я луна* | 5-я луна  | 6-я луна* | 7-я луна*               | 8-я луна   | 9-я луна*   | 10-я луна               | 11-я луна* | 12-я луна     |                |
| Юлианский календарь                  | 31 января 1462  | 1 марта    | 31 марта                | 30 апреля | 29 мая    | 28 июня   | 27 июля                 | 25 августа | 24 сентября | 23 октября              | 22 ноября  | 21 декабря    |                |
| 4-й год Кансё (Водяная Коза)         | 1-я луна*       | 2-я луна   | 3-я луна                | 4-я луна  | 5-я луна* | 6-я луна  | 6-я луна (високосная) * | 7-я луна*  | 8-я луна    | 9-я луна*               | 10-я луна  | 11-я луна*    | 12-я луна      |
| Юлианский календарь                  | 20 января 1463  | 18 февраля | 20 марта                | 19 апреля | 19 мая    | 17 июня   | 17 июля                 | 15 августа | 13 сентября | 13 октября              | 11 ноября  | 11 декабря    | 9 января 1464  |
| 5-й год Кансё (Деревянная Обезьяна)  | 1-я луна*       | 2-я луна   | 3-я луна                | 4-я луна* | 5-я луна  | 6-я луна* | 7-я луна                | 8-я луна*  | 9-я луна    | 10-я луна*              | 11-я луна  | 12-я луна*    |                |
| Юлианский календарь                  | 8 февраля 1464  | 8 марта    | 7 апреля                | 7 мая     | 5 июня    | 5 июля    | 3 августа               | 2 сентября | 1 октября   | 31 октября              | 29 ноября  | 29 декабря    |                |
| 6-й год Кансё (Деревянный Петух)     | 1-я луна        | 2-я луна*  | 3-я луна                | 4-я луна* | 5-я луна  | 6-я луна* | 7-я луна                | 8-я луна   | 9-я луна*   | 10-я луна               | 11-я луна* | 12-я луна     |                |
| Юлианский календарь                  | 27 января 1465  | 26 февраля | 27 марта                | 26 апреля | 25 мая    | 24 июня   | 23 июля                 | 22 августа | 21 сентября | 20 октября              | 19 ноября  | 18 декабря    |                |
| 7-й год Кансё (Огненная Собака)      | 1-я луна*       | 2-я луна   | 2-я луна (високосная) * | 3-я луна  | 4-я луна* | 5-я луна  | 6-я луна*               | 7-я луна   | 8-я луна    | 9-я луна*               | 10-я луна  | 11-я луна*    | 12-я луна      |
| Юлианский календарь                  | 17 января 1466  | 15 февраля | 17 марта                | 15 апреля | 15 мая    | 13 июня   | 13 июля                 | 11 августа | 10 сентября | 10 октября              | 8 ноября   | 8 декабря     | 6 января 1467  |

* звёздочкой отмечены короткие месяцы (луны) продолжительностью 29 дней. Остальные месяцы длятся 30 дней.